# 東アジア酸性雨モニタリングネットワーク
東アジア酸性雨モニタリングネットワーク（ひがしアジアさんせいうモニタリングネットワーク、the Acid Deposition Monitoring Network in East Asia：EANET）は、広範な範囲に影響を及ぼす環境問題である酸性雨問題に関して、共通の手法で状況を調べ、情報を提供し、対策の協力を推進するために、日本がイニシアチブをとって東アジアで作った枠組み。現在、湿性沈着、乾性沈着、土壌・植生、陸水の4項目がモニタリングの対象となっている。
1993年から専門家による会合が始まり、1998年4月から約2年半試行され、2001年1月から本格稼動した。略称はEANET。2020年4月現在で13カ国が加盟し、47地点で測定が行われている。

## 加盟国
原加盟国
- 中国
- インドネシア
- 日本
- マレーシア
- モンゴル
- フィリピン
- 韓国
- ロシア
- タイ
- ベトナム

2001年加盟
- カンボジア

2002年加盟
- ラオス

2005年加盟
- ミャンマー

## 他地域での取り組み
- ヨーロッパでは、1977年にノルウェー主導でヨーロッパモニタリング評価プログラム(EMEP)が発足し、ヨーロッパ全域で共同して観測を行っている。
- 北アメリカでは、1976年にカナダで降水観測網CANSAP、1980年にアメリカで全国酸性降水評価計画NAPAPが始まり、1980年には二国間で酸性雨を含む越境大気汚染対策について合意を発展させるための覚書が調印された。